# Parodon bifasciatus
Parodon bifasciatus är en fiskart som beskrevs av Eigenmann 1912. Parodon bifasciatus ingår i släktet Parodon och familjen Parodontidae. Inga underarter finns listade i Catalogue of Life.